# Anfiteatro romano di Cuma
L'Anfiteatro Romano di Cuma è uno dei più importanti siti archeologici dell'antica città di Cuma, situata in Campania. Costruito nel I secolo d.C., è uno dei più antichi esempi di anfiteatro costruito dai romani in Italia.
La struttura dell'anfiteatro aveva una capacità di circa 20.000 persone ed è stata utilizzata come luogo per spettacoli e giochi per molti secoli.
Nonostante i danni subiti nel corso dei secoli, gran parte della struttura dell'anfiteatro è ancora visibile oggi. Gli scavi archeologici hanno portato alla luce anche un tunnel sotterraneo che collegava l'anfiteatro alla vicina città di Pozzuoli.